# Hernyék
Hernyék község Zala vármegyében, a Lenti járásban.

## Fekvése
A Zalai-dombság területén fekszik, a Göcsej tájegység déli részén.
A közvetlenül határos települések: északkelet felől Nova, kelet felől Zebecke, délkelet felől Kissziget, dél felől Csömödér, délnyugat felől Iklódbördőce; nyugat és északnyugat felől pedig a járási székhelyhez, Lentihez tartozó külterületek határolják. A legközelebbi város Lenti, 9 kilométerre nyugat-délnyugati irányban.

### Megközelítése
Közigazgatási területét átszeli a Balatontól (Keszthelytől) a szlovén határ mellett fekvő Rédicsig vezető 75-ös főút, így ez a legfontosabb közúti megközelítési útvonala. Központja azonban csak arról letérve, a bő egy kilométer hosszú, 75 142-es számú bekötőúton érhető el; Csömödérrel pedig egy önkormányzati út köti össze.
Vasútvonal nem érinti; a legközelebbi vasúti csatlakozási lehetőséget a Zalaegerszeg–Rédics-vasútvonal Csömödér-Páka vasútállomása kínálja, 5 kilométerre délre.

## Története
Hernyék nevének legkorábbi ismert okleveles említése 1322-ből maradt fent, Hernech alakban. A falu a hagyományok szerint egykor nem a mai helyén állt, ezt az itt található „pusztatemető” nevű hely is sejteti.
1324. december 26-án ismét említették a falu nevét egy Visegrádon kelt adománylevelében, melyben I. Károly király Lendvai (Bánfi) Miklósnak adományozta, Csömödérrel és Várföldével együtt.
A 14. században a falu a szentpéterföldi Őzi család birtokába került. 1472-ben Őzi Györgyé, majd annak halála után ismét a Bánffy családé, Lendvay Bánfi Miklós birtoka lett. A Bánffyaké maradt Bánffy Kristóf haláláig, egészen 1644-ig.
1524-ben három zsellér élt csak a birtokon. 1542-ben 12 portát említettek itt, 6 év múlva pedig már csak hét porta volt itt említve. Ebből egy a bíróé, 4 új, 1 idegené (jövevény), 1 majorsági (uradalmi). Ekkor 11 zsellér élt a faluban. 1644-ben Bánffy Kristóffal kihalt a család és a birtok a környék Bánffy birtokaihoz hasonlóan a gróf Nádasdy családé lett.
Hernyéket a környékbeli falvakhoz hasonlóan a török ugyancsak elpusztította. Pusztulása után a földeket a környező falvak jobbágyai használták bérlet fejében. 1671-ben Nádasdy Ferencet a Wesselényi-összeesküvés miatt – Frangepán Kristóffal és Zrínyi Péterrel együtt – kivégezték, birtokai a kincstárra szálltak. 1678-ban az akkor már sok éve lakatlan Hernyék pusztát Peszleg Mihálynak adták ki betelepítésre, majd 1866-ban megtörtént a falu határában lévő földek tagosítása is.

## Közélete

### Polgármesterei
- 1990–1994: Rabb László (független)[3]
- 1994–1998: Rabb László (független)[4]
- 1998–2002: Rabb László (független)[5]
- 2002–2006: Rabb László (független)[6]
- 2007–2010: Bundics Tibor (független)[7]
- 2010–2014: Bundics Tibor (független)[8]
- 2014–2019: Bundics Tibor (független)[9]
- 2019–2024: Bundics Tibor (független)[10]
- 2024– : Fitos Szilvia (független)[1]

A településen a 2006. október 1-jén megtartott önkormányzati választás után, a polgármester-választás tekintetében nem lehetett eredményt hirdetni, szavazategyenlőség miatt. Aznap a 84 szavazásra jogosult lakos közül 76 fő adott le érvényes szavazatot, azok pedig épp fele-fele arányban oszlottak meg a két független jelölt, Rabb László addigi polgármester és egyetlen kihívója, Bundics Tibor között. Az eredménytelenség miatt szükségessé vált időközi választást 2007. január 14-én tartották meg, immár tét nélkül, mert Bundics Tibor ellenfél nélkül állt rajthoz. A választói részvétel mértéke ennek megfelelően mélyen alulmúlta az októberit, de a választás végeredményét ez nem befolyásolhatta.

## Népesség
A település népességének változása:
| Lakosok száma | 101  | 95   | 90   | 61   | 78   | 79   | 77   |
|               | 2013 | 2014 | 2015 | 2021 | 2022 | 2023 | 2024 |

A 2011-es népszámlálás idején a nemzetiségi megoszlás a következő volt: magyar 91,2%, cigány 4,4%. A lakosok 55,5%-a római katolikusnak vallotta magát (42% nem nyilatkozott).
2022-ben a lakosság 79,5%-a vallotta magát magyarnak, 7,7% németnek, 2,6% egyéb, nem hazai nemzetiségűnek (14,1% nem nyilatkozott; a kettős identitások miatt a végösszeg nagyobb lehet 100%-nál). Vallásuk szerint 38,5% volt római katolikus, 3,8% református, 3,8% egyéb katolikus, 21,8% felekezeten kívüli (32,1% nem válaszolt).